# John Charles Fields

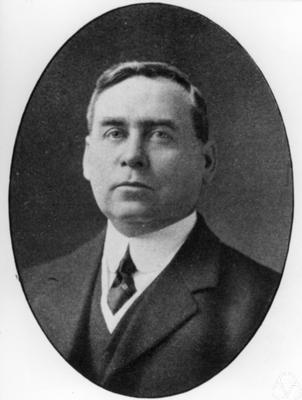

John Charles Fields (Hamilton, 14 mei 1863 - Toronto, 9 augustus 1932) was een Canadees wiskundige en degene die de Fields-medaille voor bijzondere prestaties op het gebied van de wiskunde heeft ingesteld. 
De Fields-medaille werd voor het eerst toegekend in 1936; sinds 1950 wordt hij iedere vier jaar door het Internationale Wiskundige Unie toegekend aan twee, drie of vier prijswinnaars onder de leeftijd van 40 jaar.